# Palazzo Maffei (Verona)
Palazzo Maffei è un edificio civile che delimita il lato nord occidentale di piazza Erbe a Verona, realizzato nel XVII secolo in stile tardo-rinascimentale con motivi barocchi su disegno di un progettista probabilmente originario di Roma, su commissione della famiglia Maffei. Nel 2020 al piano nobile è stato aperto al pubblico il percorso espositivo permanente Palazzo Maffei Casa Museo, un contenitore di opere d'arte, specialmente contemporanee, appartenenti alla collezione di Luigi Carlon.

## Storia
In età romana sorgeva in questo punto, all'incontro tra decumano e cardine massimi e quindi al limite del Foro veronese, l'imponente struttura del Capitolium. Tale monumento andò in rovina con la caduta dell'impero romano; la stessa area venne così occupata nel Medioevo dai banchi dei cambiatori (detti campsores), professione esercitata pure dai Maffei (che sono registrati a partire dal 1409). In età scaligera su questo fronte della piazza delle Erbe sorgeva una loggia ad uso pubblico in legno, che venne demolita nel XV secolo dai Maffei, che qui fecero realizzare il proprio palazzo, sostituendo la precedente loggia in legno con una nuova in pietra, sempre a servizio dei cambiatori e, questa volta, pure degli orefici. I Maffei, tuttavia, nel corso degli anni andarono a occupare porzioni sempre più ampie della loggia, tanto che nel 1436 il Consiglio Comunale decretò la demolizione di tutte le superfetazioni che la ingombravano, per dare nuovamente decoro alla piazza e garantire la pubblica utilità.

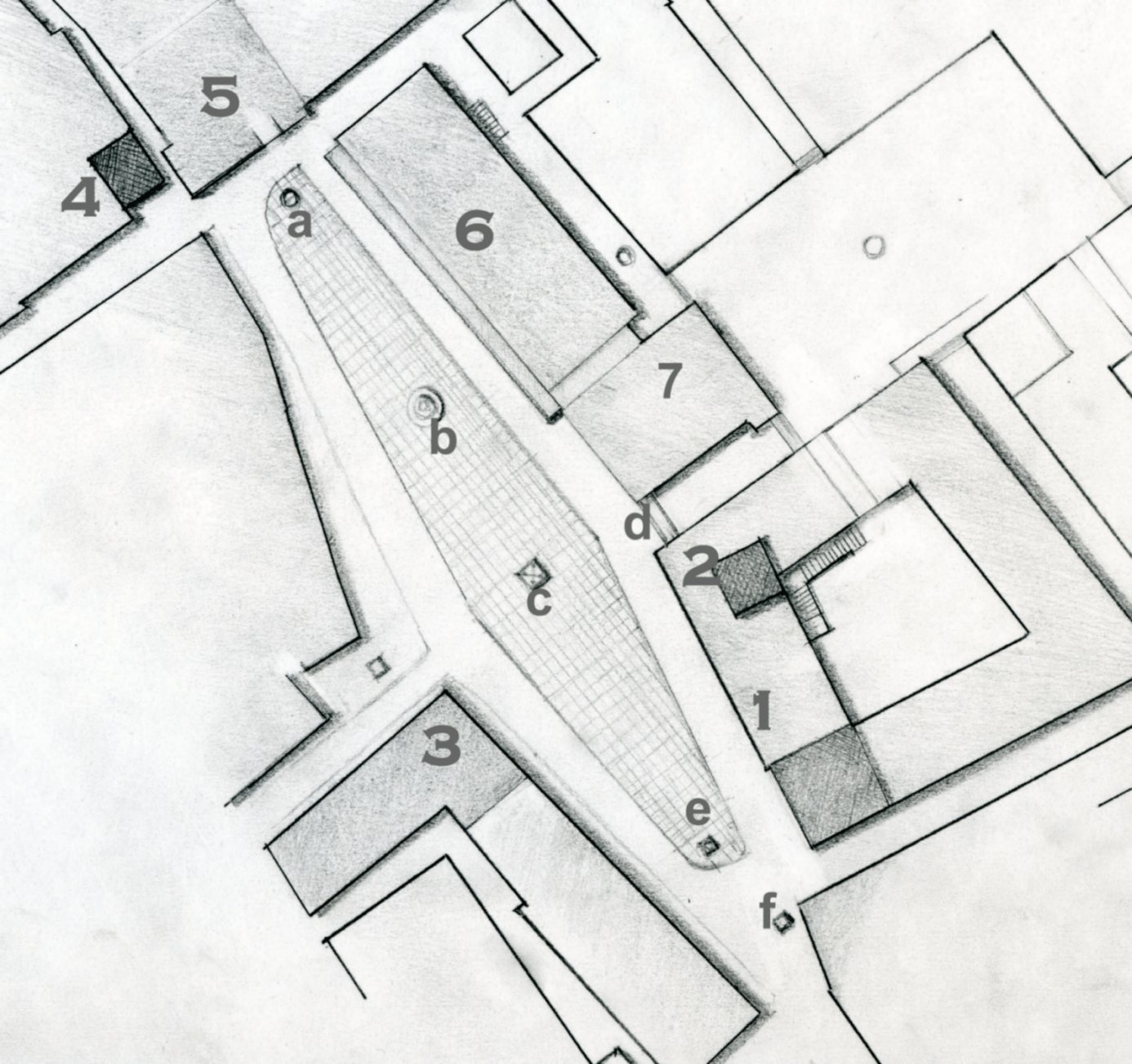
Planimetria di piazza Erbe: al numero 5 palazzo Maffei e ai numeri 4 e 6 le adiacenti torre del Gardello e case Mazzanti

Il capo famiglia Marcantonio Maffei e il nipote Rolandino, il 20 dicembre 1626, chiesero al Consiglio Comunale lo sgombero del loggiato dalle varie botteghe per poter iniziare i lavori di ristrutturazione della loro proprietà: il Comune acconsentì e pertanto i lavori poterono iniziare senza intralci. Il primo progetto appare evidente che dovesse prevedere solo il loggiato e il piano nobile, in quanto questo è coronato da una cornice; i lavori probabilmente terminarono con questi primi due livelli poco prima dell'inizio della terribile peste del 1630. Tale edificio non doveva apparire abbastanza imponente, anche a causa dell'altezza dei due fabbricati che chiudono la piazza da quel lato, le case Mazzanti e Curioni; qualche anno dopo la fine della peste, pertanto i Maffei decisero di alzare di un livello il loro palazzo, andando a completare la quinta scenica di piazza Erbe. Tali lavori si protrassero quindi dal dopopeste (probabilmente dal 1663) fino al 1668, anno di completamento definitivo del cantiere. La copertura dell'edificio venne adibita a giardino con giochi d'acqua, con balaustrata lato piazza adornata da sei statue; tale giardino non sopravvisse a lungo, visto che in una descrizione del palazzo del 1732 si afferma che il giardino era stato smantellato. Probabilmente a quegli anni si può addebitare la sostituzione della copertura piana con una a falde, risolvendo così anche eventuali problemi di infiltrazioni d'acqua.

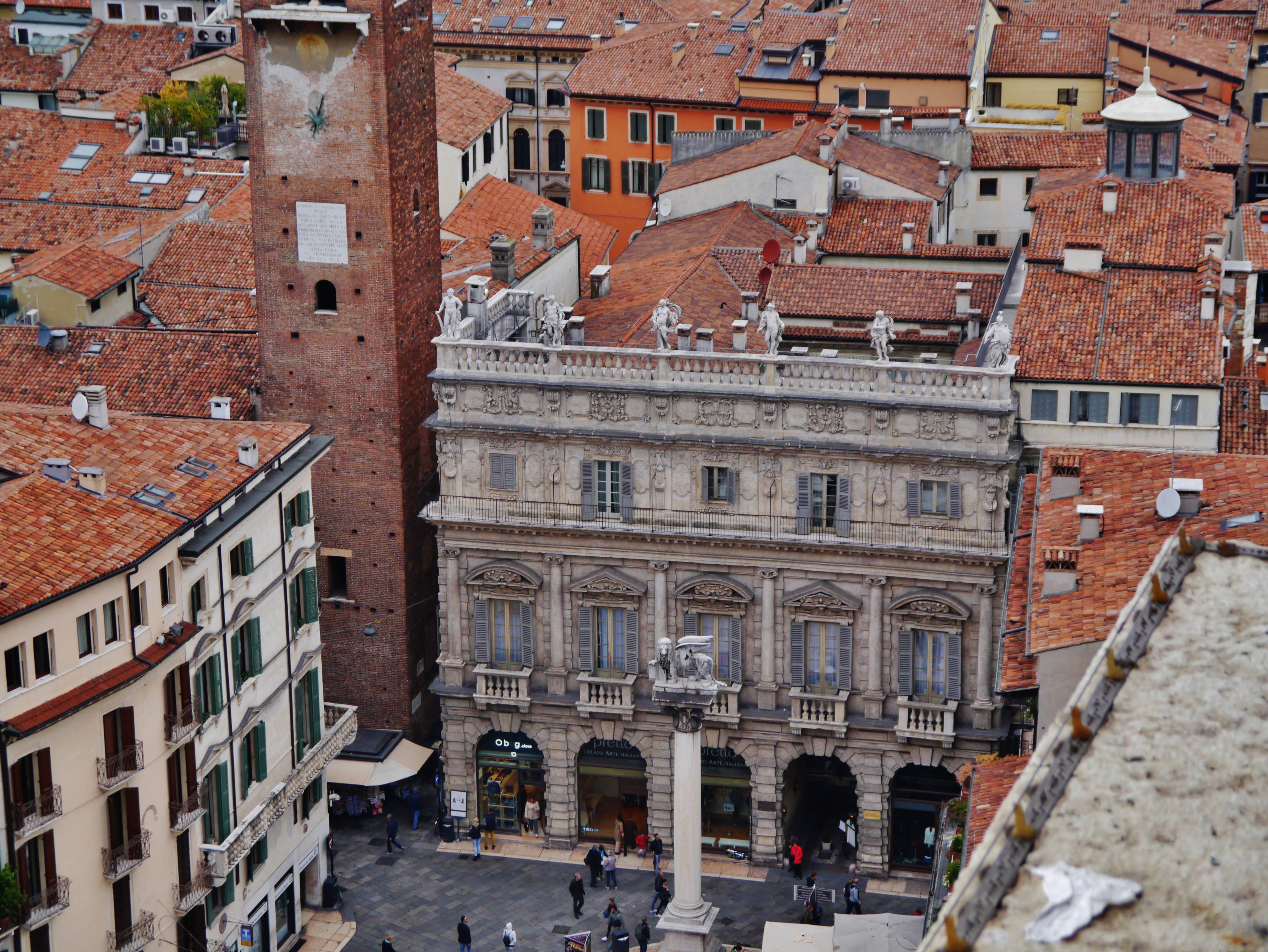
L'edificio visto dalla torre dei Lamberti

Posto in vendita dai Maffei nel 1826, l'edificio ha subito in seguito numerosi passaggi di proprietà. Infine il 15 febbraio 2020, dopo alcuni lavori di restauro, venne inaugurato un percorso espositivo con opere di proprietà dell'imprenditore e collezionista veronese Luigi Carlon, e così aperto al pubblico per la prima volta. Palazzo Maffei Casa Museo propone un percorso di una ventina di sale in cui sono esposte oltre 350 opere, principalmente dipinti, ma anche sculture, disegni e oggetti d'arte applicata. La prima parte del percorso, che ripercorre gli ambienti affrescati prospicienti piazza Erbe, ricreano l'atmosfera di una dimora privata, con elementi d'arte antica che dialogano con altri moderni, mentre la seconda parte è stata allestita come una galleria museale e presenta opere del Novecento e contemporanee. Tra le opere sono presenti quelle di artisti celebri quali Umberto Boccioni, Giacomo Balla, Gino Severini, Pablo Picasso, Giorgio de Chirico, Felice Casorati, Giorgio Morandi, René Magritte, Max Ernst, Marcel Duchamp, Afro Basaldella, Emilio Vedova, Lucio Fontana, Alberto Burri, Tancredi Parmeggiani, Gino De Dominicis e Piero Manzoni.

## Descrizione

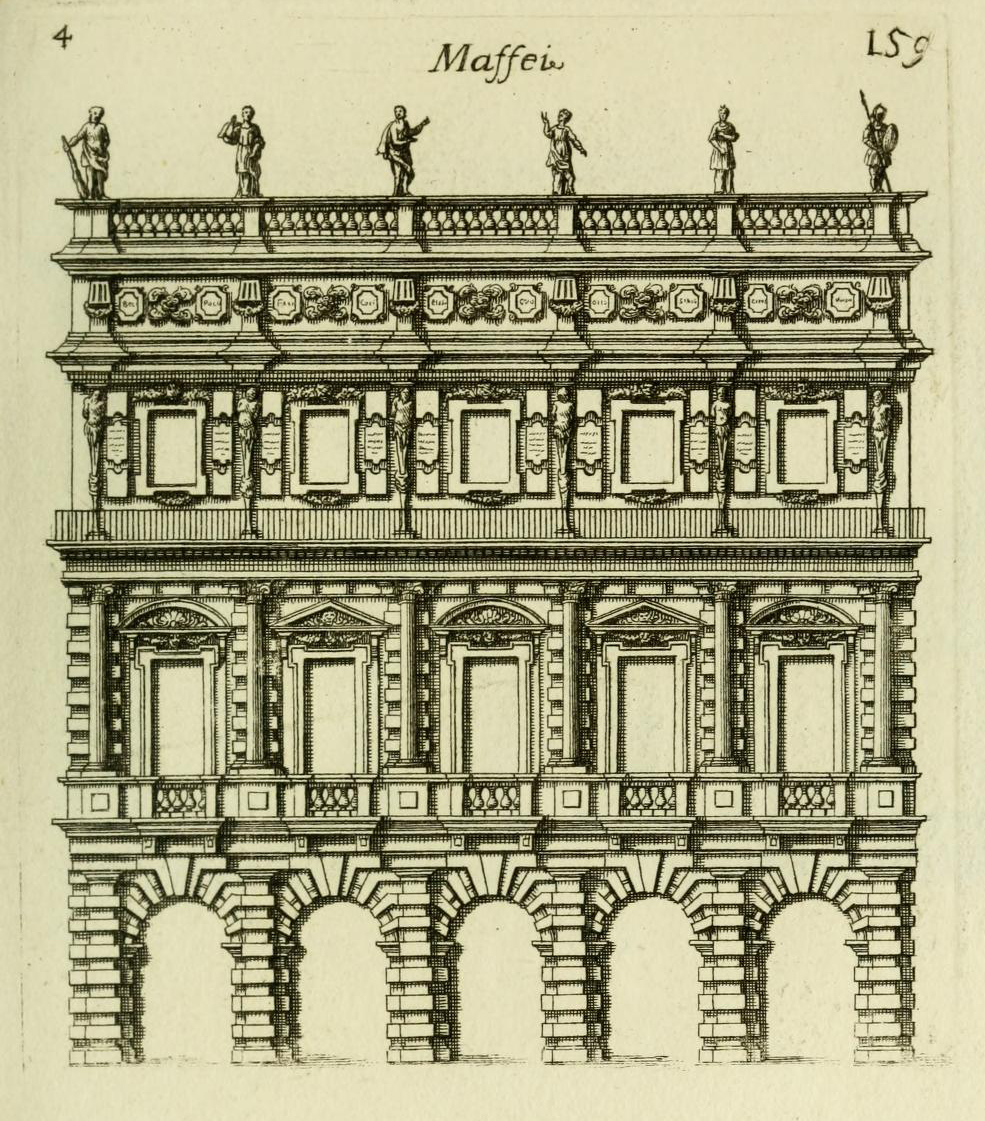
Acquaforte dell'alzato del palazzo, pubblicato nella Verona illustrata di Scipione Maffei nel 1732

Il palazzo fa da imponente e allo stesso tempo elegante fondale baroccheggiante della centrale piazza Erbe, di cui chiude il lato nord-occidentale. Alla sua sinistra si apre corso Porta Borsari, mentre alla sua destra inizia corso Santa Anastasia, asse che rappresenta l'antico decumano massimo della città romana.
L'edificio si sviluppa su tre piani. Il piano terra è scandito da cinque fornici che costituivano un porticato; l'ingresso al cortile interno avviene mediante il quarto fornice da sinistra, pertanto in modo asimmetrico rispetto all'edificio. Al piano nobile, in ognuno dei cinque riquadri, si aprono finestroni con semplici balconi balaustrati e coronati da timpani triangolari e curvilinei, divisi da semicolonne di ordine ionico, decorati con mascheroni. Il piano attico, posto sopra un cornicione dentellato, ripete l'ordine del livello inferiore ma con aperture di minore altezza.
Sopra l'attico si trova un alto fregio con mensole, cartigli e festoni, coronato da una balaustrata con sei statue di divinità: da sinistra, Ercole, Giove, Venere, Mercurio, Apollo e Minerva. Le statue sono scolpite nella pietra locale, ad eccezione di quella di Ercole, di colore molto più chiaro, che si crede proveniente dal Capitolium, quindi di origini romane.
All'interno del palazzo si trova un'ardita scala elicoidale ellittica in pietra che sale, senza poggiare su alcun sostegno centrale, dalla cantina fino alla sommità, dove è coronata da una lanterna e delle statue. Alcuni saloni d'ingresso al piano nobile e l'ambiente che affaccia sulla piazza sono decorati da affreschi classicheggianti realizzati tra XVIII e XIX secolo; altri ambienti interni, affacciati sul cortile secondario, sono ornati da elementi architettonici e stucchi a motivi floreali che circondano opere della fine del XVIII secolo.